# Triple Crown (Football)
Im American Football bezeichnet die Triple Crown verschiedene besondere Auszeichnungen, die auf unterschiedliche Weise errungen werden können.

## Touchdown Triple Crown
Diese Auszeichnung erhält ein Spieler, wenn er in einem Spiel je einen passing, rushing und receiving Touchdown erzielt.
Seit der Zusammenlegung von AFL und NFL im Jahre 1970 haben nur fünf Spieler diese Auszeichnung erhalten:
- Walter Payton (Chicago Bears), 1979
- David Patten (New England Patriots), 2001
- LaDainian Tomlinson (San Diego Chargers), 2005
- Christian McCaffrey (San Francisco 49ers), 2022
- Josh Allen (Buffalo Bills), 2024

## Quarterback Triple Crown
Diese Auszeichnung erhält ein Quarterback, der in einer Saison die Kategorien Completions (erfolgreiche Pässe), Passing Yards (die Anzahl der Yards, die mit gefangenen Pässen erzielt werden) und Passing Touchdowns (die Anzahl der Touchdowns, die durch gefangene Pässe erzielt werden) anführt.
Seit 1970 gelang dies nur Drew Brees (New Orleans Saints), der in der Saison 2011 71,2 % seiner Pässe zu einem Mitspieler brachte, 5476 Yards mit Pässen erwarf und daraus 46 Touchdowns erzielte.

## Returning Triple Crown
Nur zwei Spieler schafften in der Superbowl-Ära in einem Spiel einen Kick-Return Touchdown, einen Punt-Return Touchdown und einen Rushing Touchdown. Dies waren
- Gale Sayers (Chicago Bears), 1967, im Spiel gegen die San Francisco 49ers
- Travis Williams (Green Bay Packers), 1969, im Spiel gegen die Pittsburgh Steelers

## Receiving Triple Crown
Diese Auszeichnung erhält ein Offensiv-Spieler, indem er in einer Saison die drei wichtigsten Statistiken der Liga anführt. Diese sind
- Receptions – gefangene Pässe,
- Receiving Yards – die Anzahl der Yards, die mit gefangenen Pässen erzielt werden,
- Receiving Touchdowns – die Anzahl der Touchdowns, die durch gefangene Pässe erzielt werden.

In der NFL haben dies seit 1970 erst fünf Spieler geschafft:
- Jerry Rice (San Francisco 49ers, 1990)
- Sterling Sharpe (Green Bay Packers, 1992)
- Steve Smith (Carolina Panthers, 2005)
- Cooper Kupp (Los Angeles Rams, 2021)
- Ja’Marr Chase (Cincinnati Bengals, 2024)[1]